# Kermia thespesia
Kermia thespesia é uma espécie de gastrópode do gênero Kermia, pertencente a família Raphitomidae.